# Acraea rubrofasciata
Acraea rubrofasciata är en fjärilsart som beskrevs av Aurivillius 1898. Acraea rubrofasciata ingår i släktet Acraea och familjen praktfjärilar. Inga underarter finns listade i Catalogue of Life.